# 筑前山野站
筑前山野站（日语：／ Chikuzen-Yamano eki */?）是位於福岡縣嘉穗郡稻築町（現時：嘉麻市）山野，日本國有鐵道（國鐵）後藤寺線的貨運車站（廢站）。

## 概要
為了把運送三井山野煤礦的煤炭，因此九州鐵道建設此站。在1920年至1945年期間設有客運業務。在三井山野煤礦遷移至山野礦業後，隨著山野礦業把礦山關閉而把此站廢除。

## 歷史
- 1902年（明治35年）6月15日：九州鐵道山野站啟用[1]。當時為貨運車站[1]。
- 1907年（明治40年）7月1日：九州鐵道被國有化，成為官設鐵道的車站[1]。
- 1909年（明治42年）10月12日：制定國有鐵道路線，成為筑豐本線貨物支線車站。
- 1920年（大正9年）5月10日：開設客運業務，成為一般車站。同時與筑豐本線分離，成為漆生線支線的車站。
- 1921年（大正10年）9月11日：隨著國鐵山野線開設山野站，此站改名為筑前山野站[1]。
- 1943年（昭和18年）7月1日：在路線分離下，成為後藤寺線支線的車站。
- 1945年（昭和20年）6月10日：結束客運業務[1]。
- 1964年（昭和39年）2月25日：上三緒至筑前山野之間的貨物支線被廢除，此站成為廢站[1]。

## 車站周邊
- 三井山野煤礦（日语：三井山野炭鉱）

## 現狀
車站周邊發展了工業團地，已經看不到車站痕跡。車站遺址成為指月電機製作所的相關公司九州指月的總部。

## 相鄰車站
日本國有鐵道
後藤寺線（貨物支線）
上三緒－筑前山野

## 注腳
1. 1 2 3 4 5 6 7 8  石野哲（編）. . JTB. 1998: 801. ISBN 978-4-533-02980-6 （日语）.